# Bow Lake (Alberta)
A Lake Herbert  hegyi tó az Albertai Banff Nemzeti Parkban, Kanadában, az Icefields Parkway mentén. Mint a Banff Nemzeti Parkrésze természetvédelmi terület, a világörökség része. A tó a kanadai Sziklás-hegység lábánál fekszik. A tavat a Bow folyó táplálja, a vizét is ez vezeti el.
A környezetet az erózió alakította, elsősorban a gleccserek. A tó partján a széttöredezett sziklák mellett jól láthatók a gleccserek által létrehozott hordalékhalmok, a morénák. A tó zöld színét a Wapta jégmező és a Bow gleccserből származó lebegő porszemek, a gleccser mozgása során a jég által lecsiszolt apró szemcsék okozzák. 
A tó partját az éghajlatra jellemző fenyőerdők borítják. A sziklás részeken, a sziklák réseiben sokféle színű vadvirág található. Elsősorban a harangvirág és hanga jellemző a havasi klímájú területre. 
Állatvilága is változatos, a madarak és a halállomány mellett 53 féle emlős él ezen a tájon. Jellemző patásállata a jávorszarvas, ragadozók a medvék. Megtalálható itt a ritka szürkemedve, a grizzly, és gyakran felbukkan a feketemedve.
Kedvelt túrázó hely, akár autóval, akár gyalogosan bejárható. A kilátókból jó fényképezési lehetőség nyílik.

## Galéria
A Bow Lake és a tavat tápláló gleccserek